# Envoy Rock
Der Envoy Rock (von englisch envoy ‚Bote, Gesandter‘, in Argentinien gleichbedeutend Roca Enviada) ist ein Klippenfelsen im Norden der Marguerite Bay vor der Fallières-Küste des Grahamlands auf der Antarktischen Halbinsel. Er markiert das nördliche Ende der Dion-Inseln und liegt unmittelbar südlich der Adelaide-Insel.
Die hydrographische Einheit der Royal Navy kartierte den Felsen 1963 bei einer Fahrt mit der HMS Protector und nahm die Benennung vor. Diese erfolgte in Anlehnung an die Benennung weiterer geografischer Objekte in der Umgebung, die allesamt Namen in Assoziation mit einem Hofstaat tragen.